# Mike van der Kooy
Mike van der Kooy (Utrecht, 30 januari 1989) is een Nederlands voormalig profvoetballer die als centrale verdediger speelde.

## Carrière
Van der Kooy begon te voetballen bij het Utrechtse UVV, om later over te stappen naar het dichterbijgelegen VV De Meern. In 2001 kreeg hij een aanbieding van zowel Ajax als FC Utrecht, maar koos voor laatstgenoemde. De verdediger debuteerde op 3 februari 2008 in het eerste elftal van FC Utrecht. In de met 2–0 gewonnen thuiswedstrijd tegen Willem II viel hij na 69 minuten in voor de geblesseerde Alje Schut. Twee dagen later, op 5 februari, tekende hij tegelijk met Tim Cornelisse een nieuw contract, dat hem tot medio 2011 aan de club verbond. Van der Kooy speelde uiteindelijk vijf competitiewedstrijden voor de Domstedelingen. Op 2 augustus 2010 maakte hij de overstap naar AGOVV, waar hij voor twee jaar tekende. Toen hij na twee jaar geen contractverlenging bij AGOVV kreeg kwam zijn profloopbaan ten einde en speelde hij nog als amateur van juli 2012 tot juli 2015 bij Hoofdklasser DOVO. Vanaf juli 2015 tot juli 2017 speelde Van der Kooy bij Hoofdklasser SC Genemuiden. Vanaf september 2017 speelde Van der Kooy kortstondig bij eersteklasser DHSC uit zijn geboortestad, maar besloot met voetballen te stoppen na een zware knieblessure.

### Interlandcarrière
Van der Kooy kwam uit voor zowel Nederland onder 15, Nederland onder 16 als Nederland onder 17. Met het laatste team was hij in 2005 actief op het wereldkampioenschap onder 17 in Peru, waar het als derde eindigde.